# Julia Rüffert
Julia Rüffert (* 1988 in Leipzig) ist eine deutsche Jazzmusikerin (Posaune, Komposition).

## Leben und Wirken
Rüffert wuchs in Ost- und Norddeutschland auf. Sie begann mit sechs Jahren zu musizieren. Im Alter von 14 Jahren fand sie zur Posaune und kurze Zeit später zum Jazz. 2008 begann sie ein Jazzstudium an der Hochschule Luzern bei Nils Wogram, Adrian Mears, Ed Partyka und Andreas Tschopp. Nach dem Masterabschluss im Jahr 2013 wechselte sie an die Hochschule der Künste Bern für ein Kompositionsstudium bei Dieter Ammann und Django Bates, das sie 2015 gleichfalls mit dem Master abschloss.
Rüffert spielt in Pop- und Salsabands, in Bigbands sowie kleineren und größeren Jazzensembles; Aufnahmen entstanden mit Joseph Bowie und der Lucerne School of Music Big Band sowie mit Michael Wertmüller und dem Large Ensemble Hochschule der Künste Bern. In Lisa Hoppes Quintett Ysop trat sie 2022 bei den Leipziger Jazztagen auf; es wurde 2022 mit dem BeJazz TransNational Förderpreis ausgezeichnet.
Rüffert komponiert und arrangiert für unterschiedliche Besetzungen, etwa für ihre Low Brass Experience. und Das Seltene Orchester (Album «Ins Blaue» 2019). Im Trio Kokon mit Kevin Sommer und Anatole Buccella führt sie weiterhin ihre Kompositionen auf. Für ihr Arrangement von Take the “A” Train erhielt sie 2013 den „Down Beat Student Music Award“. Zudem spielt sie in Lukas Briners Quintett Hyla Crucifer, mit dem zwei Alben entstanden. Sie ist weiterhin auf Alben von Nówfrago, Jaël Malli und Eva Kess zu hören.